# Georges Braque

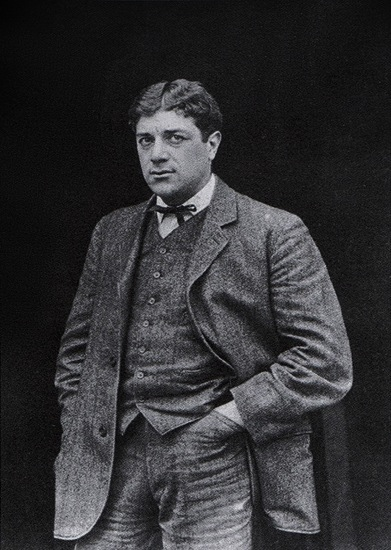
Georges Braque, 1908

Georges Braque (* 13. Mai 1882 in Argenteuil, Département Val-d’Oise; † 31. August 1963 in Paris) war ein französischer Maler, Grafiker und Bildhauer. Nach einer frühen fauvistischen Schaffensphase war Braque zusammen mit Pablo Picasso der Mitbegründer des Kubismus.

## Leben und Werk
Georges Braque wurde als Sohn von Charles Braque (1855–1911) und Augustine Johanet (1859–1942) in einem Vorort von Paris geboren. Sein Vater war Dekorationsmaler. 1890 siedelte die Familie nach Le Havre über, wo der junge Braque 1899 eine Lehre als Dekorationsmaler machte und gleichzeitig in der Abendklasse der École des Beaux-Arts Malunterricht nahm. Von 1902 bis 1904 setzte er seine Studien in Paris an der Académie Humbert fort, wo er Marie Laurencin und Francis Picabia traf. Seine ersten Werke waren impressionistisch beeinflusst.
Werke Braques galten den deutschen Nazis als „entartet“, und 1937 wurden nachweislich acht davon in der Aktion „Entartete Kunst“ aus deutschen öffentlichen Sammlungen beschlagnahmt. Weitere Werke wurden u. a. jüdischen Sammlern entzogen, so Johanna „Hansi“ Ploschitzki (Hansi Share), Max Silberberg, Heinrich Stahl und dem Wiener Unternehmer Friedrich Wolf-Knize (1890–1949).

### 1906 bis 1907
Braque machte im Jahr März/April 1906 durch eine Ausstellung im XXII. Salon des Indépendants, auf der er sieben Bilder zeigte (die alle später zerstört wurden), die Bekanntschaft von Henri Matisse, Albert Marquet und André Derain, die fauvistische Werke ausstellten. Braque wurde vom Stil dieser „Fauves“ (französisch für Wilde) genannten Künstler beeinflusst und widmete sich verstärkt dieser Richtung. Er arbeitete eng mit Raoul Dufy und Othon Friesz zusammen, die ebenfalls in Le Havre wohnten.

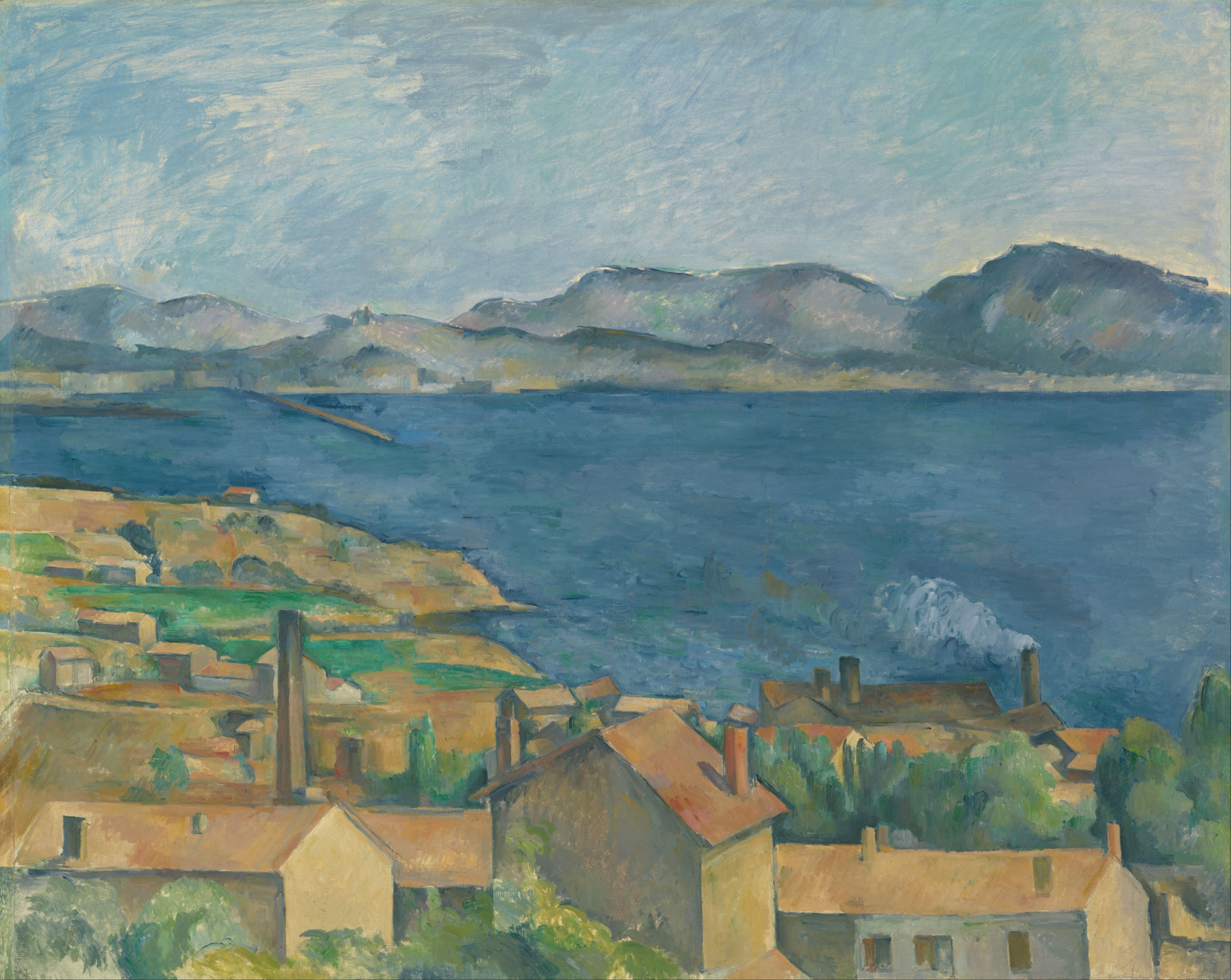
Paul Cézanne, Die Bucht von Marseille, von L’Estaque aus gesehen, um 1885, Art Institute of Chicago

Der Salon d’Automne zeigte im Herbst 1906 eine Ausstellung mit zehn Bildern von Paul Cézanne, der während des Verlaufs der Ausstellung am 23. Oktober starb. Braque, tief beeindruckt von Cézanne, reiste noch im Oktober nach L’Estaque, wo er sich bis Februar 1907 aufhielt. Cézanne hatte das Fischerdorf in der Nähe von Marseille in den 1880er Jahren besucht und dort eine große Anzahl Landschaftsbilder gemalt, deren bekannteste Das Meer bei l’Estaque (Musée d’Orsay, Paris) und Die Bucht von Marseille, von L’Estaque aus gesehen (Art Institute of Chicago) sind; letztere hatten großen Einfluss auf Braque. Nach L’Estaque kehrte Braque im Herbst 1907 und in den Jahren 1908 und 1910 zurück.
Im März/April 1907 gab es im XXIII. Salon des Indépendants erneut eine Ausstellung fauvistischer Arbeiten, an der er mit sechs Gemälden beteiligt war. Der deutsche Kunsthändler Daniel-Henry Kahnweiler kaufte das Bild Das Tal, die anderen fünf Bilder erwarb der deutsche Kunstsammler Wilhelm Uhde zum Gesamtpreis von 505 Francs. Im Juni und Oktober 1907 wurde Cézanne in Paris mit zwei umfangreichen retrospektiven Ausstellungen geehrt. Die sollten die Richtung der Avantgarde beeinflussen und den Weg zum Kubismus bahnen. Ganz entscheidend für Braque wurde sein zweiter Aufenthalt in L’Estaque im Herbst. Mit Gemälden wie Terrasse des Hotel Mistral (Privatsammlung, New York) und Viadukt bei L’Estaque (Minneapolis Institute of Arts) entfernte sich Braque vom Fauvismus und näherte sich Cézannes strukturiertem Stil an.
Ende November/Anfang Dezember 1907 begleitete Guillaume Apollinaire Braque in Picassos Atelier im Bateau-Lavoir, Rue Ravignan 13. Vermutlich war dies Braques erster Besuch, vielleicht hatten aber auch schon im Frühjahr, während der Indépendants, erste Kontakte stattgefunden. Hier sah Braque erstmals das im Sommer 1907 beendete Gemälde Les Demoiselles d’Avignon (Museum of Modern Art, New York) und das begonnene Gemälde Drei Frauen (Eremitage Sankt Petersburg). Beeindruckt von diesem Besuch, arbeitete auch Braque im Dezember an Figurenkompositionen und begann ein großes Gemälde mit dem Titel Frau (Verbleib unbekannt; vermutlich verloren oder zerstört). Picassos Atelier bildete nun den Ort, in dem nicht nur über Picassos Arbeiten – etwa Akt mit Kleidungsstück –, sondern auch über die Braques diskutiert wurde. So wurde auch Braque in seinem Dachatelier in der Rue d’Orsel von Picasso besucht, zumal das Bateau-Lavoir nur wenige hundert Meter entfernt lag.

### 1908 bis 1911
Anfang 1908 arbeitete Braque an einem weiteren figurativen Motiv, dem Großen Akt (Öl auf Leinwand, 140 × 100 cm, Sammlung Ales Maguy, Paris). Im XXIV. Salon des Indépendants – Picasso zeigte seine Arbeiten niemals im Salon – stellte Braque neben dem Gemälde Frau (das im Katalog nicht erwähnt wird), vier weitere Arbeiten aus. Picasso äußerte gegenüber seiner Freundin Fernande Olivier, Braque hätte „ein großes Bild mit kubistischer Konstruktion heimlich gemalt“ ohne irgendjemanden die „Quelle seiner Inspiration“ zu verraten. So hatte Picasso seine Vorbehalte gegenüber Braque erst im Herbst 1908 aufgegeben, den er zuvor verdächtigte, seine Arbeiten und Ideen verwerten zu wollen, ohne deren Urheber anzugeben.
Im Sommer 1908 hielt sich Braque wieder in L’Estaque auf und malte eine Serie kubistischer Landschaften, von denen Straße bei L’Estaque (Museum of Modern Art, New York), das bekannteste ist. Picasso, der den Sommer im Val-d’Oise verbrachte und ebenfalls Landschaften malte, kam, völlig unabhängig, zu ganz ähnlichen malerischen Ergebnissen: „[…] einer verknappenden Bildsprache aus facettierten Formen, Mehransichtigkeit der Gegenstände und Zurücknahme der Farbe um der Form willen.“

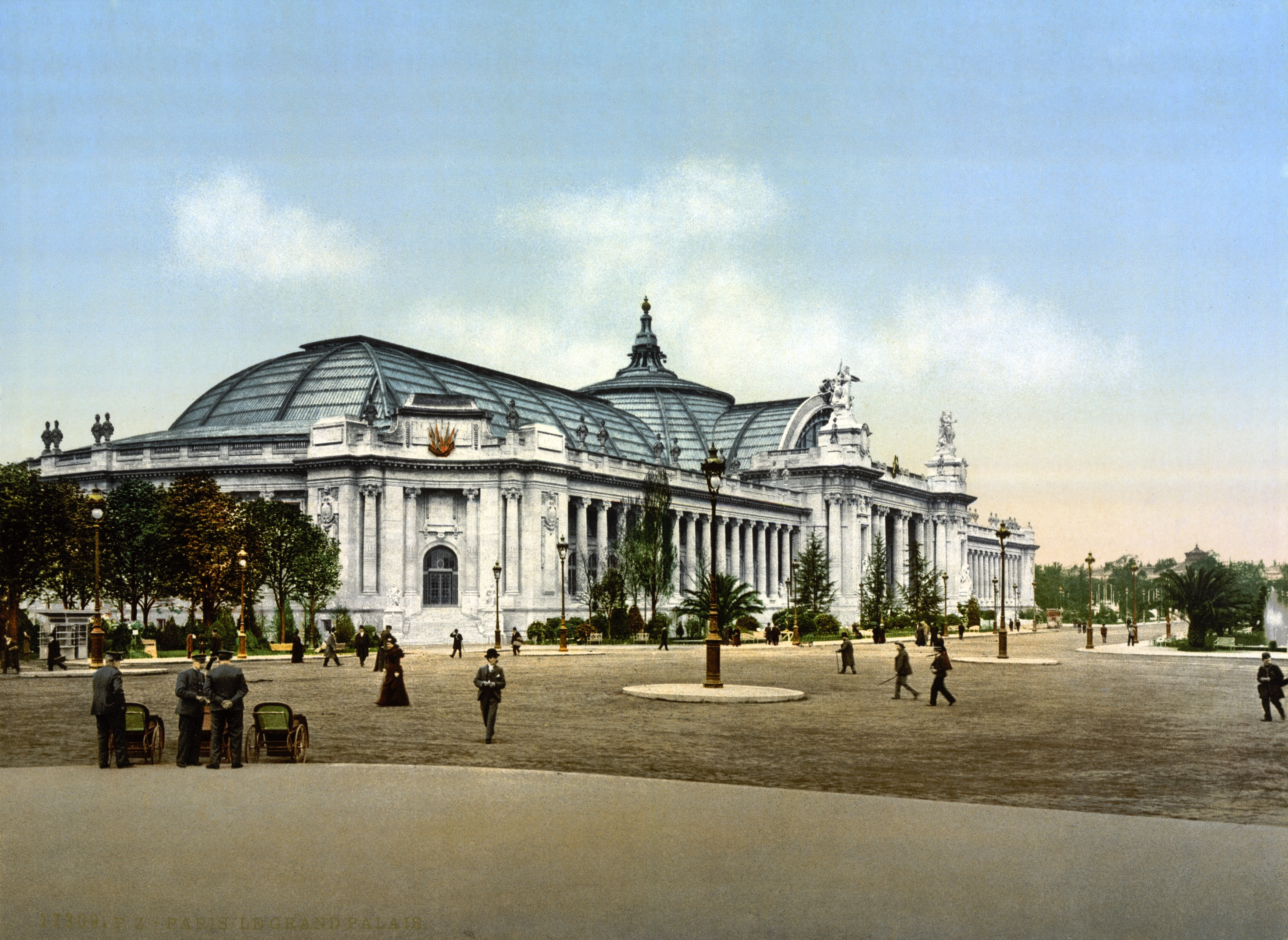
Grand Palais, Paris, Ausstellungsort des Salon d’Automne (Postkarte um 1900)

Anfang September reichte Braque neun Bilder, darunter Häuser in L’Estaque, beim Salon d’Automne ein, die aber von der Jury, auch mit der Stimme von Matisse, abgelehnt wurden. Der Kunstkritiker Louis Vauxcelles berichtete über ein Gespräch mit Matisse: „Braque hat ein Bild eingereicht, das aus kleinen Kuben besteht […] Um sich besser verständlich zu machen, nahm er [Matisse] ein Stück Papier und zeichnete in drei Sekunden zwei aufsteigende, sich schneidende Linien, zwischen die kleine Würfel gesetzt werden, die das L’Estaque von Georges Braque darstellen sollten.“ Apollinaire kolportierte mehrfach diese Geschichte und die verwendeten Begriffe „Kubus“ und „Kubismus“. Im Jahr 1912 sollte dies die offizielle Erklärung für den Ursprung des Begriffs „Kubismus“ gewesen sein, wohl auch durch eine im gleichen Jahr erschienene Abhandlung mit dem Titel „Du Cubisme“ von Albert Gleizes und Jean Metzinger. Allerdings taucht der Begriff bereits im Frühjahr 1909 in einem Artikel von Charles Morice im Mercure de France auf, einige Monate später nennt Vauxcelles diesen Stil „kubistisch“ und Ende 1909 ist der Ausdruck bei allen Malern und Kritikern in Gebrauch.
Ende des Jahres 1908 begannen Picasso und Braque einen regen Dialog. Braque bemerkte hierzu später: „Es dauerte nicht lange, und ich tauschte mich täglich mit Picasso aus; wir diskutierten und prüften die Ideen des anderen, […] und verglichen unsere jeweiligen Arbeiten.“ Der gemeinsame Treffpunkt jener Tage war das Restaurant Azon.
Im November 1909 stellte Daniel-Henry Kahnweiler schließlich die Landschaften aus L’Estaque sowie die ersten kubistischen Stillleben Braques mit Musikinstrumenten in seiner Galerie aus. Im Winter widmete sich Braque mit Motiven wie Teller und Obstschale und Obstschale einem weiteren Cézanne’schen Grundthema. Picasso malte zur gleichen Zeit ebenfalls Früchtestillleben, was die wachsende Nähe der beiden Künstler dokumentiert.
Den Sommer 1909 verbrachte Braque in La Roche-Guyon im Seinetal, wo Cézanne sich 1885 aufhielt. Eine verfallene Burg und die Wälder der Umgebung animierten ihn zu fünf in Grün- und Grautönen gehaltenen Bildern. Nach einem Militärdienst in Le Havre entstand im Winter eine Reihe großformatiger Gemälde mit Musikinstrumenten, wobei er einen Nagel als Trompe-l’œil-Motiv in die kubistische Malerei einführte. In dem Motiv Feuerzeug und Zeitung (Privatsammlung) tauchten erstmals mit „GILB“ Buchstaben in einem Gemälde auf. Im Winter malten beide Künstler jeweils die Kirche Sacré-Cœur, die, vor allem bei Braque, bereits abstrakter werdende Formen annahm.
Im Frühjahr 1910 entstand mit Frau mit Mandoline das erste ovale kubistische Gemälde, worauf Picasso ebenfalls ein ovales Bild mit gleichem Sujet malte. Die folgenden zwölf Monate malte er, sowohl in L’Estaque als auch in Paris, weitere Stillleben, zum Teil in ovaler Form. Anfang September 1910 schickte Kahnweiler vier Gemälde Braques und drei Gemälde Picassos als Leihgabe zu einer Ausstellung beider Künstler in der Galerie Thannhauser nach München.
Seit etwa 1911 lebte Braque mit Marcelle Laprè zusammen, mit der er im Januar 1912 eine gemeinsame Wohnung in der Impasse de Guelma 5 bezog. In der Literatur wird sie seit 1912 als „Marcelle Braque“ bezeichnet; tatsächlich heiratete das Paar erst 1925. Marcelle Laprè (1879–1965) sollte seine lebenslange Begleiterin werden. Den Sommer 1911 verbrachten Braque und Picasso einige Wochen in der südfranzösische Kleinstadt Céret. Sie setzten hier ihren intensiven, in Paris begonnene Austausch fort, die Zeit der produktivsten Zusammenarbeit beider Künstler begann. Während Braque den Mann mit Gitarre malte, antwortete Picasso mit der kongenialen Akkordeonspielerin. In den Stillleben Kerzenleuchter (Braque) und Stillleben mit Fächer (Picasso) bezogen beide Künstler den in Fraktur geschriebenen Titel der Tageszeitung L’Indépendant in ihre Motive ein. Picasso kehrte Anfang September nach Paris zurück, Braque blieb bis Januar 1912 in Céret, korrespondierte aber häufig mit Picasso. In dieser Zeit werden auch die ersten Papierplastiken von Braque datiert, die ihm bei Picasso den Spitznamen Wilbur Wright (nach dem Konstrukteur von Doppeldecker-Flugzeugen) einbrachte.

### 1912 bis 1914

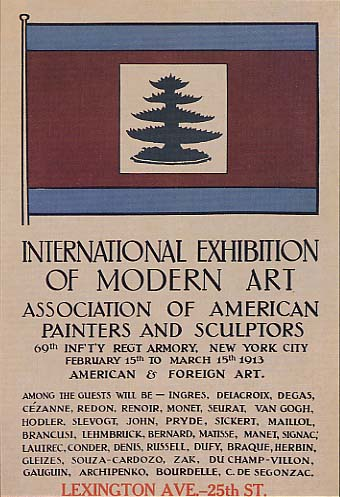
Ausstellungsplakat der Armory Show, New York 1913

Aus Céret kehrte Braque mit dem Gemälde Hommage an J. S. Bach zurück, in dem er erstmals Pochoir-Buchstaben verwendete. Gleichzeitig fügte er in das Motiv eine naturalistisch gemalte Holzmaserung ein. In Paris malte er das runde Stillleben Soda und Mann mit Violine. Ende April fuhr Braque zusammen mit Picasso einige Tage in seine Heimatstadt Le Havre, ein Besuch, der Picasso zu dem Gemälde Souvenir du Havre anregte. Anfang August brachen Braque und Marcelle nach Sorgues (sur-l’Ouvèze) auf, einer kleinen Stadt nördlich von Avignon, wo sie eine kleine Villa bezogen und wo Braque weiterhin an seinen Papierskulpturen arbeitete. Seinen Mal-Pigmenten mischte er erstmals Sand bei. In Sorgues trafen sie Picasso, der sich in der Nachbarschaft mit seiner Freundin Eva Gouel eingemietet hatte. Angeregt durch seine Papierskulpturen, entstanden Mitte September die ersten Papiers collés, Werke, bei denen er Holzimitat-Papier, später auch Zeitungsausschnitte kompositorisch als Bildelemente einsetzte. Picasso griff Braques „Erfindung“ umgehend auf und verwendete zudem Notenpapiere und Tapetenmuster in seinen Kompositionen. Die Papier collés leiteten mit ihrer flächigen, zweidimensionalen Anmutung und ihrer zunehmenden Farbigkeit, den Übergang zum Synthetischen Kubismus ein.
Im Januar 1913 bezog Braque ein neues Atelier in Paris im obersten Stockwerk des Hôtel Roma in der Rue Caulaincourt, einem hellen Raum mit großen Glasfenstern. Auf der Anfang 1913 entstandenen Gouache Obstschale, Kreuz-As setzte er auf feuchter Farbfläche einen Malerkamm ein und konnte damit eine filigrane, an Holzmaserung erinnernde Flächenwirkung erzielen. Picasso griff diese Technik umgehend auf und verfeinerte sie später. Im Februar und März beteiligte sich Braque an der berühmten Armory Show in New York mit drei Gemälden, darunter Violine (MOZART/KUBELICK). Im Juni bezog er wieder ein Landhaus in Sorgues und wurde von dem Maler André Derain besucht. Da Picasso den Sommer in Céret verbrachte, lockerte sich die enge Beziehung der beiden Künstler. In Sorgues entstanden im Sommer ovale Gemälde (Tischchen), das großformatige Frau mit Gitarre und im Herbst eine Serie großformatiger Papier collés, unter anderen Schachbrett (tivoli-cinema) und Gitarre und Programm, mit einem Programmzettel des Tivoli.

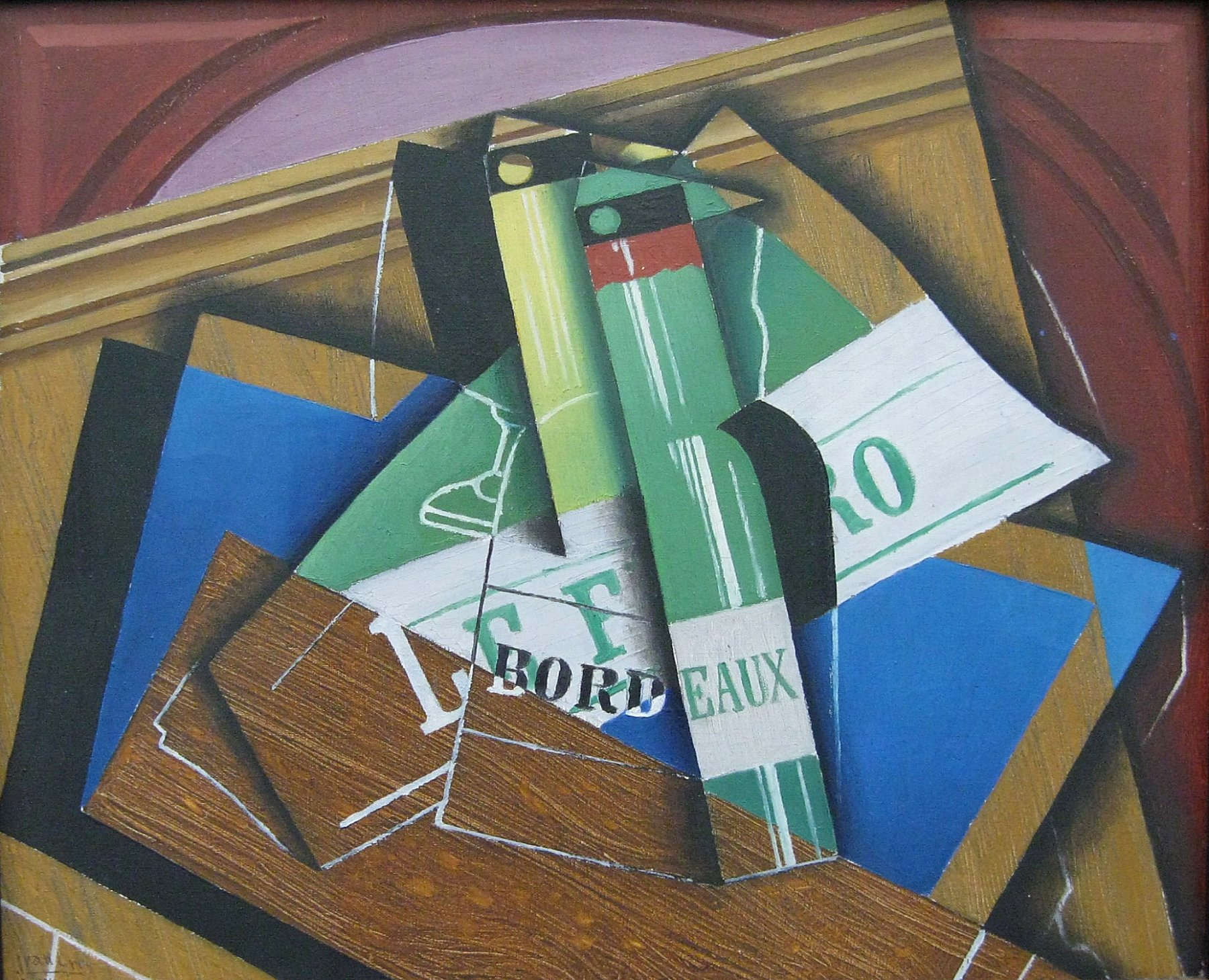
Juan Gris: Die Bordeauxflasche, 1915, Pinakothek der Moderne

Im Winter und im Frühjahr 1914 arbeiteten beide Künstler wieder in Paris. Auf den engen Kontakt lassen die Titel der Arbeiten schließen: Stillleben mit Herz-As (Braque) und Weinglas mit Kreuz-As (Picasso). Im Juni brach Braque zu einer Fahrradtour auf, deren Ziel das Sommerhaus in Sorgues war. Dort erwarteten ihn bereits Picasso und André Derain. Picasso hatte mit Eva im benachbarten Avignon ein Haus bezogen. Nach der Kriegserklärung Österreichs an Serbien wurden Braque und Derain zum Kriegsdienst eingezogen, Picasso war als Spanier nicht wehrpflichtig.
Am 2. August 1914 wurden beide Maler von Picasso zum Bahnhof von Avignon gebracht. Picasso äußerte später (wenn auch metaphorisch), dass er Braque seither niemals wieder gesehen hätte. Im Dezember 1914 zeigte Alfred Stieglitz’ Galerie 291 in New York zwanzig Bilder von Braque und Picasso aus der Sammlung von Francis Picabia.

### Nach 1914

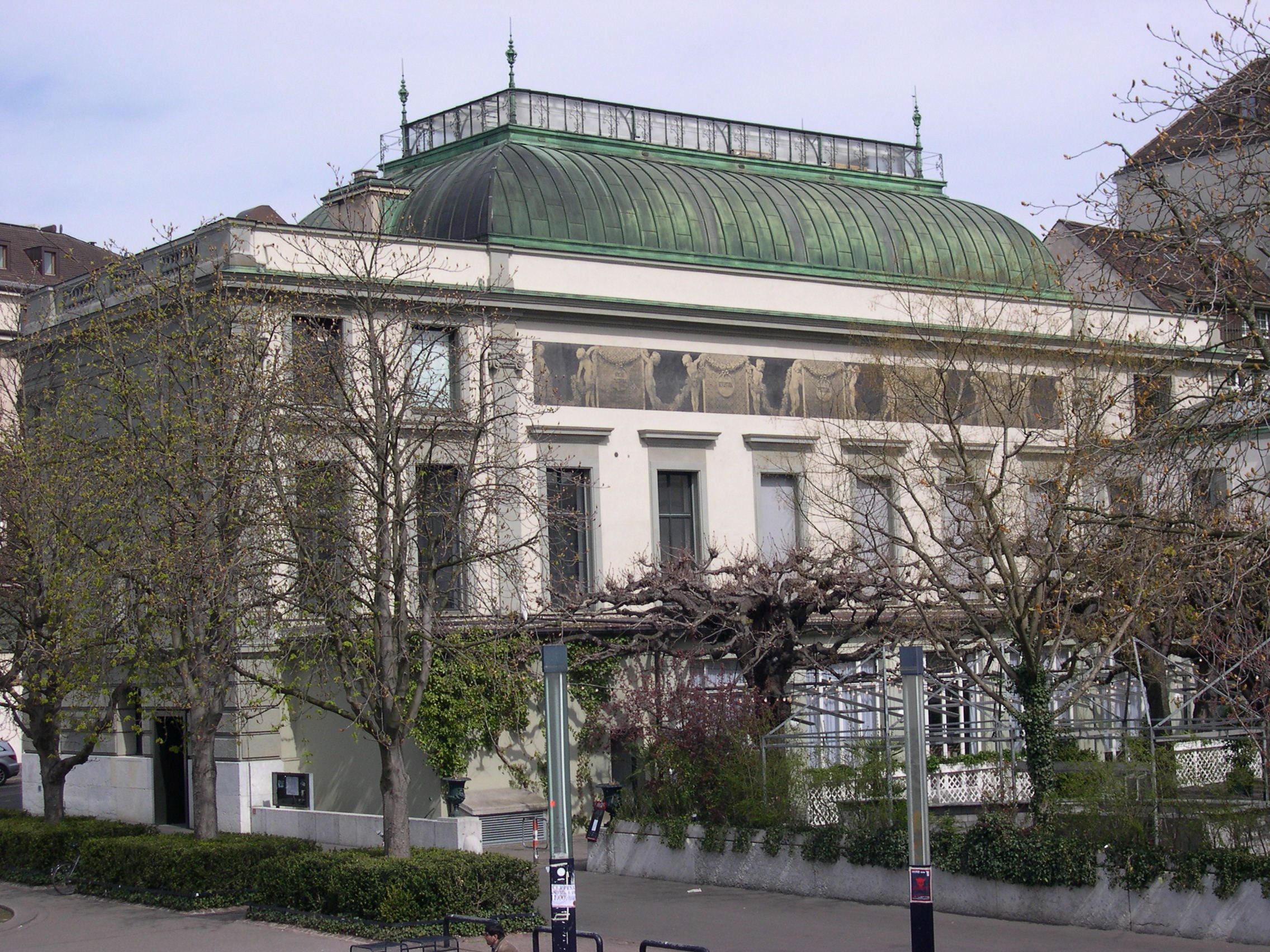
In der Kunsthalle Basel wurde im Jahr 1933 zum ersten Mal eine Rückblende zum Gesamtwerk des Künstlers veranstaltet

1915 wurde Braque bei einem Fronteinsatz am Kopf schwer verwundet. Nach langer Rekonvaleszenz in Sorgues kehrte er im Frühjahr 1917 nach Paris zurück und begegnete häufig Juan Gris und dem Bildhauer Henri Laurens. Zu Picasso hatte er keinen persönlichen Kontakt mehr. Er entfernte sich vom Kubismus und entwickelte einen eigenen Stil, bei dem er vornehmlich Stillleben malte. 1922 wurde Braque eingeladen, in einem eigenen Raum an der Ausstellung des Salon d’Automne teilzunehmen. Er verkaufte sämtliche 18 ausgestellten Arbeiten.
1930 baute er ein Landhaus im Badeort Varengeville-sur-Mer (bei Dieppe). Im Jahr 1933 veranstaltete die Kunsthalle Basel in der Schweiz zum ersten Mal eine Rückblende zum bis damals entstandenen Œuvre des Künstlers. In den 1930er und 1940er Jahren malte Braque Motive, bei denen sich Figur und Raum (Malende Frau, 1936) und Raum und Interieur (Der Billardtisch, 1945) durchdrangen. In seinen 1946 entstandenen Atelier-Bildern verwendete Braque einen großen weißen Vogel, ursprünglich das Motiv eines Gemäldes, das Braque zerstörte. Ab 1947 arbeitete er mit dem Steindrucker Fernand Mourlot in Paris zusammen, der seitdem seine Lithografien druckte. 1948 erschien bei Maeght in Paris die Lithografien-Suite Cahier de Georges Braque. 1953 erhielt er den Auftrag, Deckengemälde für die Etruskische Galerie im Louvre auszuführen: Blauer Himmel, weiße Sterne mit Mondsichel und die mit weißer Linie umrahmten schwarzen Vögel mit ausgebreiteten Schwingen, die in ihrer Flächigkeit an Schwarzfigurige Vasenmalerei erinnern. Inmitten von vergoldeten Schnitzereien an der Decke sind Les Oiseaux eines der wenigen Werke moderner Kunst im Louvre. 1954 schuf Braque für den Chor der Saint-Valery-Kirche von Varengeville ein tiefblaues Glasfenster, das den Stammbaum Christi darstellt, und für die Saint-Dominique-Kapelle desselben Dorfs sieben figurative Glasfenster. 1958 wurde er mit einem internationalen Antonio-Feltrinelli-Preis ausgezeichnet. 1951 wurde er als auswärtiges Ehrenmitglied in die American Academy of Arts and Letters aufgenommen. 1959 wurde er in die American Academy of Arts and Sciences gewählt. Für die 1964 eröffnete Fondation Maeght bei Saint-Paul-de-Vence schuf er ein Wasserbecken und ein Glasfenster in der dazugehörigen Kapelle.

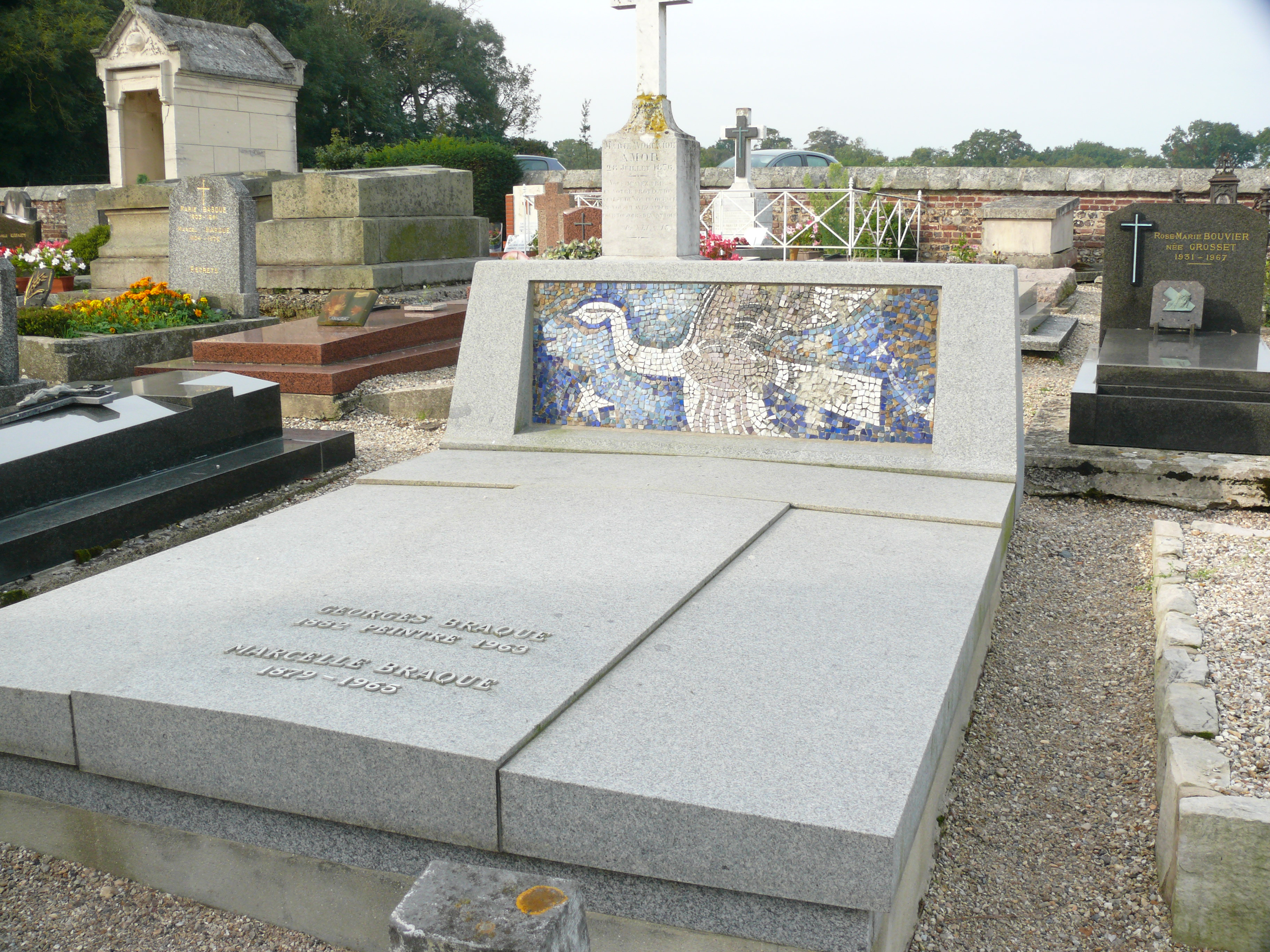
Braques Grabstätte in Varengeville-sur-Mer

Am 31. August 1963 starb der Künstler in seiner Pariser Wohnung. Seine Grabstätte liegt auf dem durch die Erosion abbruchgefährdeten Friedhof von Varengeville-sur-Mer in der Normandie.
Georges Braque war Teilnehmer der documenta 1 (1955), der documenta II (1959) und (postum) der documenta III im Jahr 1964 in Kassel.

## Werke

### 1937 als „entartet“ aus deutschen öffentlichen Sammlungen beschlagnahmte Werke
- Flußlandschaft / Le port de l’Estaque (Öl, 38 × 46 cm, 1906; Museum Folkwang Essen; 1939 über die Pariser Galerie ZaK „verwertet“; heute in der Stiftung Sammlung E. G. Bührle, Zürich)
- Bucht bei La Ciotat (Öl, 59,8 × 72,7 cm, 1907; Museum Folkwang Essen; 1939 von Emanuel Fohn erworben; heute in der Pinakothek der Moderne, München)
- Stillleben mit Früchten (Öl, 31,5 × 65,5 cm, 1924; Städelsches Kunstinstitut und Städtische Galerie Frankfurt am Main; 1939 über die Luzerner Galerie Fischer versteigert; heute in der Stiftung Sammlung E. G. Bührle)
- Boote am Strand (Öl, 27 × 46 cm, 1928; Städelsches Kunstinstitut und Städtische Galerie Frankfurt am Main; 1939 über den Galeristen Karl Buchholz in den Kunsthandel gebracht; Stand Januar 2019 in der Weintraub Gallery, New York)
- Stilleben (Tafelbild, 1941; Staatliches Museum Saarbrücken; 1941 zur „Verwertung“ auf dem Kunstmarkt an den Kunsthändler Ferdinand Möller; Verbleib ungeklärt.)
- Komposition (Aquarell; Staatliches Museum Saarbrücken; zerstört)
- Nature morte II (Konvolut von zwei Radierungen, 32,8 × 45,3 cm, 1912; Kupferstichkabinett Berlin; Verbleib ungeklärt)

### Weitere Werke (Auswahl)
- 1906: Hafen in Antwerpen. Sammlung von der Heydt, Wuppertal (Fauvismus)
- 1907: Landschaft bei la Ciotat. Kunstsammlung Nordrhein-Westfalen, Düsseldorf (Fauvismus)
- 1908: Straße bei L´Estaque. Museum of Modern Art, New York
- 1908: Häuser in L’Estaque, Kunstmuseum Bern, Bern (Kubismus)
- 1911: Der Portugiese. Kunstmuseum Basel, Basel (Kubismus)
- 1911: Girl with a Cross. Kimbell Art Museum, Fort Worth, Texas
- 1912: Obstschale mit Flasche und Glas (Sorgues), Centre Georges Pompidou, Paris
- 1913: Tischchen (Der Tisch des Musikers). Kunstmuseum Basel
- 1913: Le petit éclaireur. Museum Villneuve d’Ascq, Lille (Collage)
- 1914: Mann mit Gitarre. Centre Georges Pompidou, Paris
- 1930: Stillleben mit Fruchtschale, Flasche und Mandoline. Kunstsammlung Nordrhein-Westfalen, Düsseldorf
- 1949: Atelier II. Kunstsammlung Nordrhein-Westfalen, Düsseldorf
- 1953/1954: La Treille. Ehemalige Sammlung Mrs. Sidney F. Brody

## Ausstellungen (Auswahl)
- 2009: Georges Braque. Bank Austria Kunstforum, Wien[22]
- 2014: Georges Braque. Retrospektive zum fünfzigsten Todestag, Guggenheim Museum Bilbao[23]
- 2016/2017: Braque – Picasso. Zwei Bildwelten. Galerie Boisserée, Köln, 26. November 2016 bis 14. Januar 2017.
- 2020/2021: Georges Braque. Tanz der Formen. Bucerius Kunst Forum, Hamburg, 10. Oktober 2020 bis 30. April 2021.
- 2021/22: Georges Braque. Erfinder des Kubismus. Kunstsammlung Nordrhein-Westfalen K20, 25. September 2021 bis 23. Januar 2022, Kuratorin: Susanne Meyer-Büser.[24]